# Pannónia-malom
A Pannónia Gőzmalom Részvénytársaság gőzmalma, röviden csak Pannónia-malom nagy múltú budapesti élelmiszeripari üzem, gőzmalom volt.

## Története
Az 1800-as évek második felében bekövetkező nagyipari fejlődés során számos gőzmalom épült Budapest területén. Ezek közé tartozott a Pannónia-malom is. 1862-ben épült fel Zitterbarth Mátyás tervei alapján a mai Pannónia utca (60-68.) – Ipoly utca (5.) – Kárpát utca (1-7.) – Victor Hugo utca (33-41.) által határolt részen. 1866-ban Wechselman Ignác kazánházat, 1867-ben szivattyúházat, 1878-ban Hild Károly őrházat épített hozzá. 1883-ban Wechselman a földszintes raktárépületre 3 emeletet, 1886-ban Holub József a malomra 3 emeletet épített rá.
A létesítményt 1868-tól a Pannónia Gőzmalom Rt. üzemeltette. A vállalat 1896-ban egyesült az Erzsébet Gőzmalom Rt.-vel. A Pannónia-malmot 1909-ben bontották el, helyére bérház épült (ma Kárpát u. 7/b).